# Bergen Street (linea IRT Eastern Parkway)
Bergen Street è una fermata della metropolitana di New York situata sulla linea IRT Eastern Parkway. Nel 2019 è stata utilizzata da 1 208 319 passeggeri. È servita dalla linea 2 sempre, dalla linea 3 sempre tranne di notte e dalla linea 4 solo di notte. Durante le ore di punta fermano occasionalmente anche alcune corse della linea 4.

## Storia
La stazione fu aperta il 10 ottobre 1920.

## Strutture e impianti
La stazione è sotterranea, ha due banchine laterali e sei binari. I due binari più esterni servono le banchine e sono separati dagli altri attraverso un muro, i due più interni sono i binari della linea BMT Brighton, mentre gli altri due sono quelli espressi della linea IRT Eastern Parkway. È posta al di sotto di Flatbush Avenue e non ha un mezzanino, ognuna delle due banchine ospita infatti un gruppo di tornelli con le scale che portano all'incrocio con Bergen Street; la banchina in direzione sud ne ha tre, quella in direzione nord due.

## Interscambi
La stazione è servita da alcune autolinee gestite da NYCT Bus.
- Fermata autobus